# Église Saint-Dominique de Modène
L'église Saint-Dominique est un édifice religieux catholique de style baroque faisant face à la Piazza Roma en face du  Palais Ducal, dans le centre de Modène. 

## Histoire
Une ancienne église près de ce site a été rasée en 1707-1708 pour faire de la place pour l'expansion du Palais Ducal de Modène. L'église actuelle a été conçue par Giuseppe Torri et consacrée en 1731.   

## Description
La disposition de l'édifice est de forme ovale avec au centre un dôme soutenu par des colonnes flanquées des statues des quatre évangélistes sculptées en bas-relief par Giuseppe Maria Mazza. Parmi les retables, se trouvent des peintures représentant saint Pierre martyr de Francesco Meuti et saint Thomas d'Aquin reçoit un crucifix des anges de Giambettino Cignaroli. Le baptistère abrite une sculpture en terre cuite représentant le Christ dans la maison de Marie et Marthe d'Antonio Begarelli . Un inventaire de 1770 mentionne également des œuvres d'Ignazio Sther ( Ignazio Stern ? ), Luigi Crespi, Carlo Rizzi, Giacomo Zoboli, Francesco Vellani, Antonio Consetti et Francesco Monti .